# リンビアーテ
リンビアーテ（伊: Limbiate）は、イタリア共和国ロンバルディア州モンツァ・エ・ブリアンツァ県にある、人口約35,000人の基礎自治体（コムーネ）。

## 地理

### 位置・広がり
モンツァ・エ・ブリアンツァ県西部に位置するコムーネで、県都モンツァから西北西へ約12km、州都ミラノから北北西へ約16km、コモから南へ約23kmの距離にある。

#### 隣接コムーネ
隣接するコムーネは以下の通り。MIはミラノ県所属。

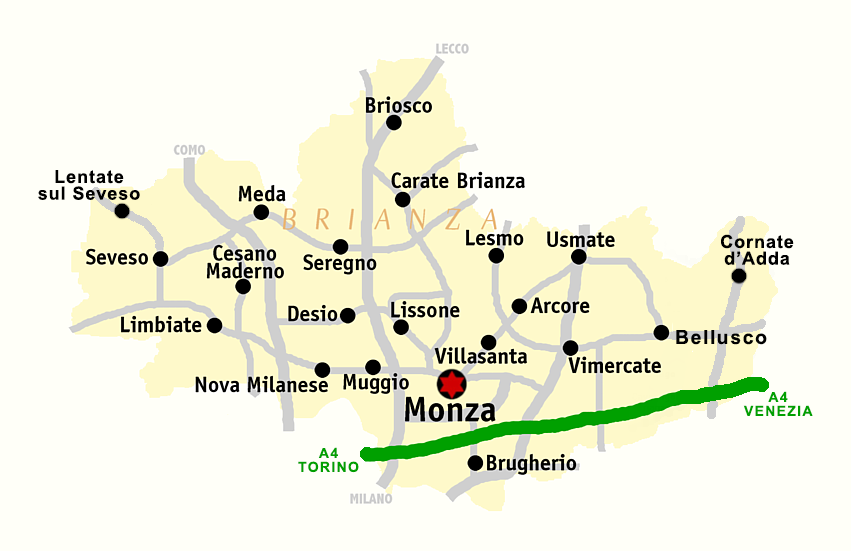
モンツァ・エ・ブリアンツァ県概略図

- ボヴィージオ＝マシャーゴ
- チェザーテ (MI)
- パデルノ・ドゥニャーノ (MI)
- セナーゴ (MI)
- ソラーロ (MI)
- ヴァレード

### 気候分類・地震分類
気候分類では、zona E, 2421 GGに分類される。
また、イタリアの地震リスク階級 (it) では、zona 4 (sismicità molto bassa) に分類される。

## 行政

### 分離集落
リンビアーテには、以下の分離集落（フラツィオーネ）がある。
- Ceresolo, Mombello, Pinzano, Villaggio dei Giovi, Villaggio del Sole, Villaggio dei Fiori, San Francesco, Chalet del Laghetto

## 人物

### 著名な出身者
- オルネッラ・フェッラーラ（英語版） - 女子マラソン選手。